# MV Agusta 125 Regolarità

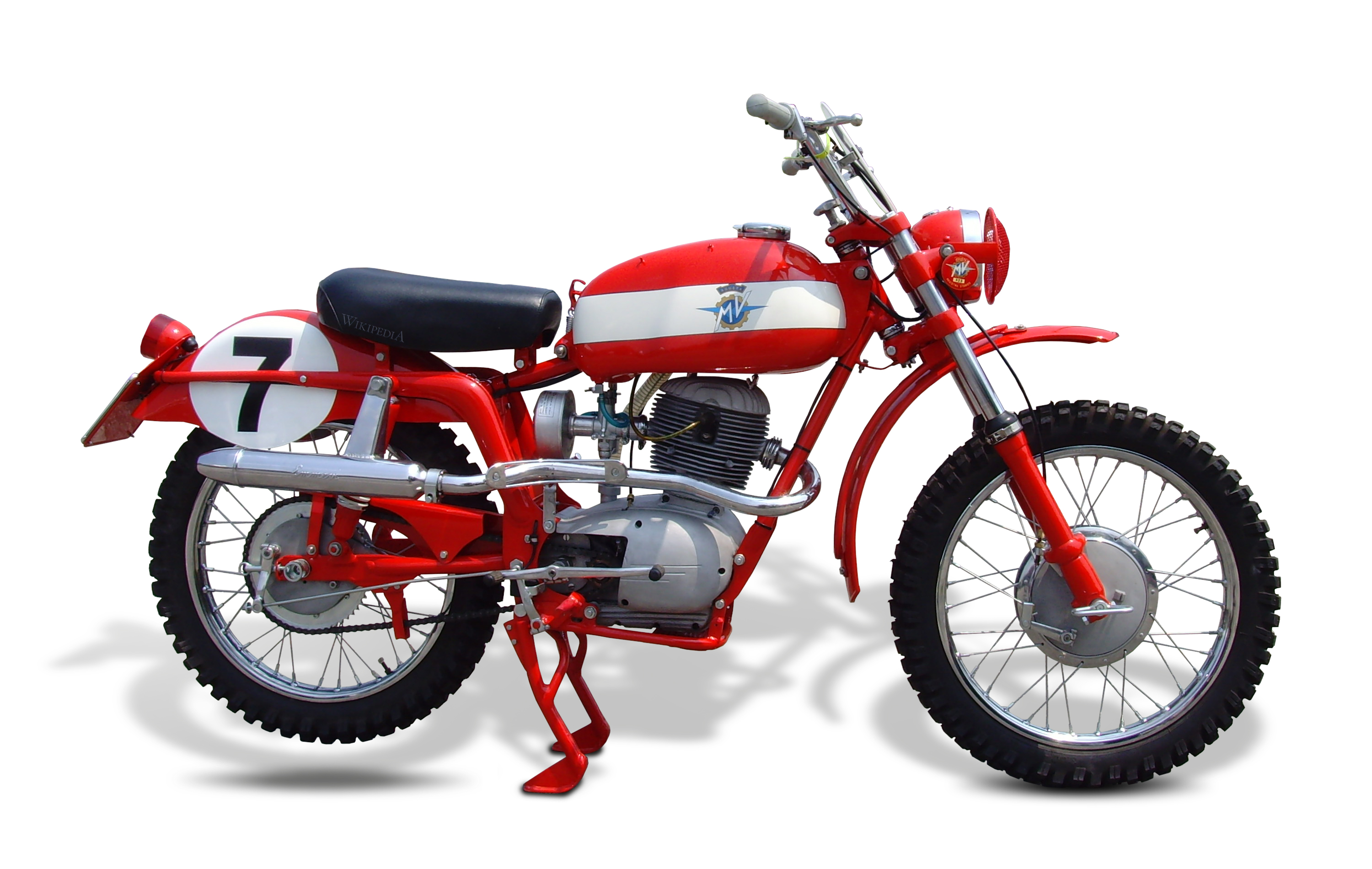
Eine MV Agusta 125 Regolarità in der straßenzulassungstauglichen Version

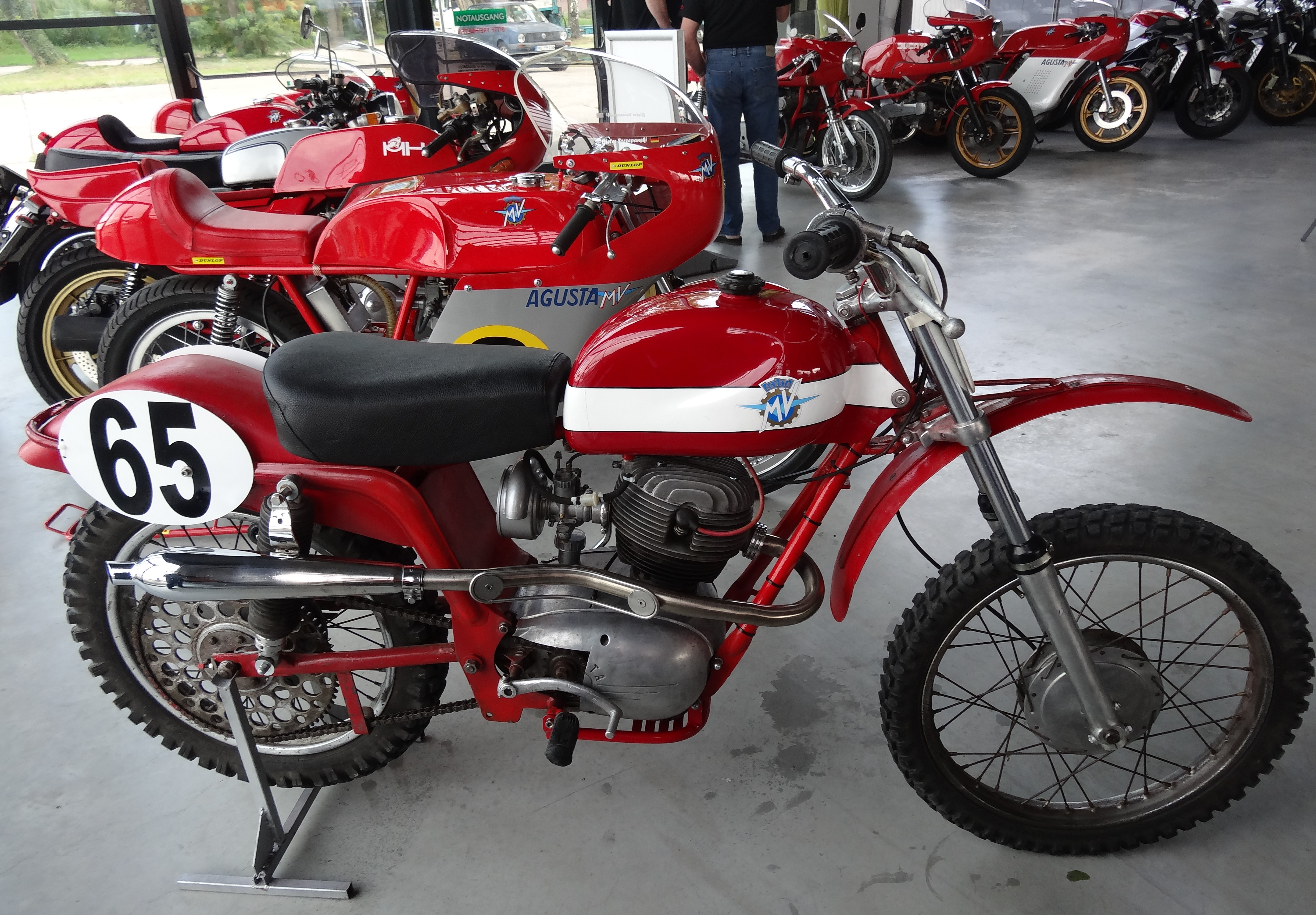
Eine Regolarità Competizione, mit für Moto-Cross-Rennen geeigneter Übersetzung

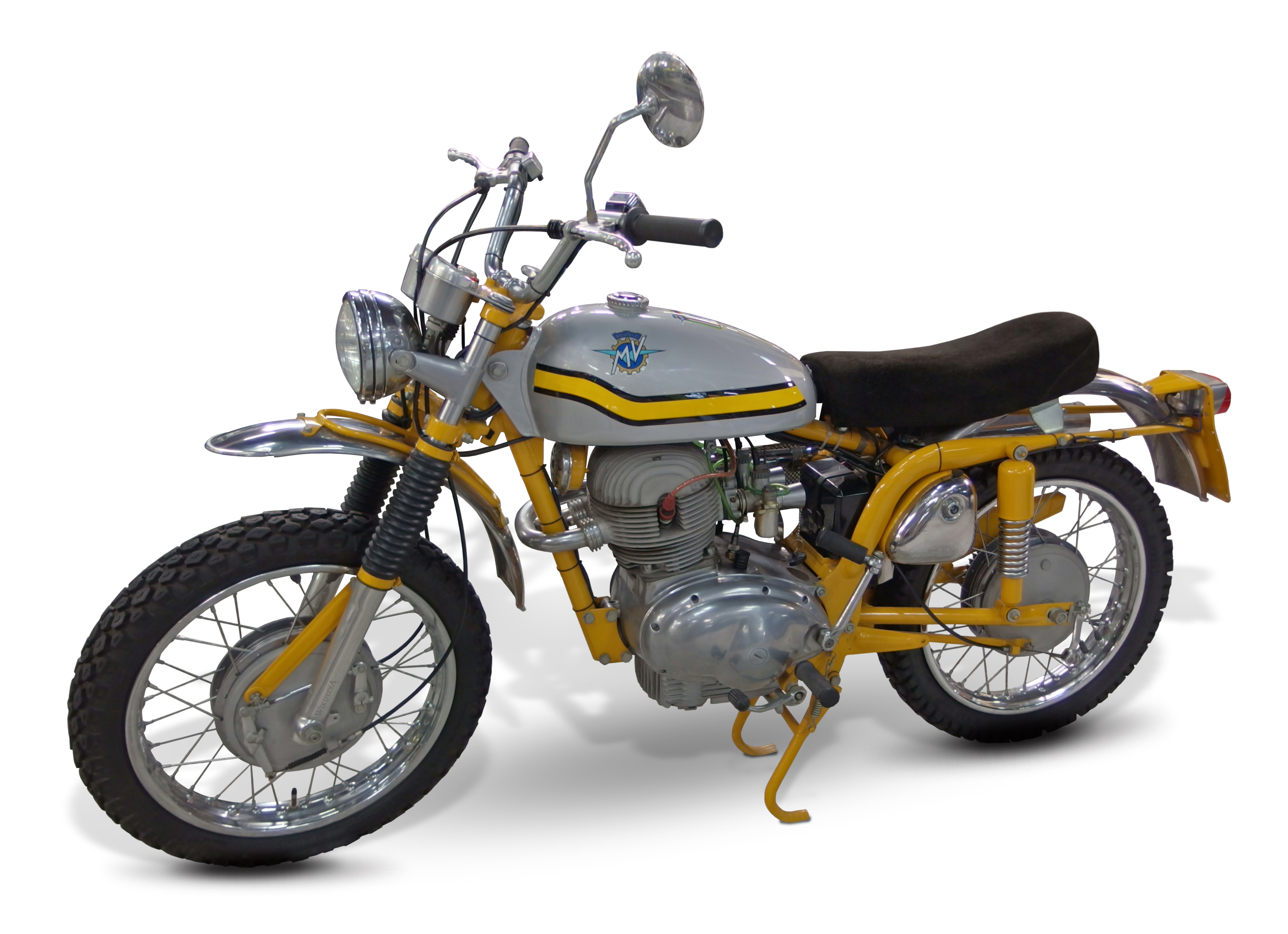
Eine MV Agusta 350 Scrambler, die die populäre Optik der Regolarità als „Off-Road-Design“ übernahm

Die MV Agusta 125 Regolarità (italienisch für Regelmäßigkeit/Zuverlässigkeit) war ein für den Einsatz in verschiedenen Geländemotorsport-Disziplinen entworfenes Motorrad des italienischen Fahrzeugbauers MV Agusta, das von 1965 bis 1970 im damaligen Werk in Samarate produziert wurde.

## Hintergrund
MV Agusta hatte schon früh den Wert von Zuverlässigkeitsfahrten als Bühne für die Präsentation der Qualität ihrer Motorräder entdeckt. Ab 1949 nahmen sie verstärkt an Endurorennen teil und konnten auch bei internationalen Veranstaltungen wie den „Six Days“ Erfolge erringen. Durch die wachsenden Erfolge des Werksteams Reparto Corse in den verschiedenen Klassen der Straßen-Motorrad-Weltmeisterschaft ließ das Engagement im Offroad-Bereich allerdings immer mehr nach, bis die aktive Teilnahme gegen Ende der 1950er Jahre ganz eingestellt wurde. In den frühen 1960er Jahren stieg das Publikumsinteresse und damit auch das Interesse der Hersteller am Geländesport, sodass Domenico Agusta den Wiedereinstieg in diese Sparte in Betracht zog.

## Das Motorrad

### Allgemein
Zwischenzeitlich war die technische Entwicklung vorangeschritten, und es genügte nicht mehr mit modifizierten Serienmaschinen an den Start zu gehen. Daher wurde die 125er Regolarità sozusagen von Grund auf neu entwickelt. So hatte sie von Anfang an ein Fünfganggetriebe, das für die Tourenmaschinen erst später zur Verfügung stand.
Die herkömmlich leichten MV-Rahmen wurden durch einen unteren Hilfsrahmen verstärkt, wodurch die als offene Doppelschleife angelegte ursprüngliche Konstruktion geschlossen wurde. Angetrieben wurde die Regolarità von einem 125-cm³-Motor mit bis zu 12,5 PS gesteigerter Leistung. Die je nach Einsatzzweck gewählten Offroadreifen wurden auf 19-Zoll-Felgen mit Stahlspeichen montiert.

### Modellübersicht
Die Produktion betrug 63 Maschinen, die in zwei Chargen gebaut wurden: 46 als 1ª serie im Jahr 1965 und 17 im Jahr 1969 als 2ª serie. Der Preis für die 125 Regolarità lag anfangs bei 310.000, zum Produktionsende 1970 bei 380.000 Lire. Das Offroaddesign wurde ziemlich populär, so dass MV im November 1971 eine „Scrambler-Version“ der damals neuen 350 Bicilindrica mit hochgezogenem Auspuff, groben Stollenreifen und Sportschutzblechen auf den Markt brachte.

## Sportliche Erfolge
Die MV Agusta 125 Regolarità wurde bei zahlreichen Offroadrennen unter der Leitung von Dante Mattioli (Team „Fiamme Oro“) eingesetzt. Es gab zwei Team-Siege mit D. Mattioli/R. Azzalin und C. Moscheni/G. Panarani sowie 30 Einzelsiege.
Das Modell war erfolgreich, so dass einige dieser Motorräder auch an Amateurrennfahrer verkauft wurden.

## Technische Daten
Anmerkung: bei abweichenden Informationen im Internet wurden die Daten aus der vorliegenden Literatur eingesetzt.
| MV Agusta 125 Regolarità (1965–1970) | MV Agusta 125 Regolarità (1965–1970)                                   |
| Motor                                | Motor                                                                  |
| ------------------------------------ | ---------------------------------------------------------------------- |
| Bauart                               | 1-Zylinder-Viertaktmotor; luftgekühlt                                  |
| Hubraum                              | 123,5 cm³                                                              |
| Bohrung und Hub                      | 53 × 56 mm                                                             |
| Verdichtung                          | 10,5 : 1                                                               |
| Zylinderkopf                         | Leichtmetall                                                           |
| Zylinder                             | Leichtmetall                                                           |
| Vergaser                             | Dell’Orto MB 22 B                                                      |
| Antrieb                              |                                                                        |
| Kupplung                             | Ölbadlamellenkupplung                                                  |
| Getriebe                             | angeblockt, 5 Gänge                                                    |
| Antrieb primär/sekundär              | Zahnräder/Kette                                                        |
| Elektrik                             |                                                                        |
| Zündung                              | Schwungradmagnetzündung                                                |
| Spannung                             | k. A.                                                                  |
| Lichtmaschine                        | k. A.                                                                  |
| Leistung                             |                                                                        |
| Leistung                             | 10 PS (7,4 kW) bei 8000/min                                            |
| Höchstgeschwindigkeit                | 100 km/h (je nach Übersetzung)                                         |
| Rahmen und Maße                      |                                                                        |
| Rahmen                               | Rohr und Stahlblech, offene Doppelschleife mit Hilfsrahmen geschlossen |
| Radstand                             | 1330 mm                                                                |
| Länge                                | 2060 mm                                                                |
| Breite                               | 610 mm                                                                 |
| Tankinhalt                           | 13 Liter                                                               |
| Inhalt Ölbehälter                    | 1,9 Liter                                                              |
| Gewicht                              | 98 kg (trocken)                                                        |
| Federung, Reifen und Bremsen         |                                                                        |
| Radaufhängung vorne                  | Teleskopgabel (Ceriani)                                                |
| Radaufhängung hinten                 | Schwinge, Ölstoßdämpfer                                                |
| Räder (vorn/hinten)                  | Stahlspeichen 2,50 × 19″/2,75 × 19″                                    |
| Reifen (vorne/hinten)                | 2,75 × 19″ oder 3,25 × 19″                                             |
| Bremsen (vorn/hinten)                | Trommel 180 mm/150 mm                                                  |

Quelle: